# Paul Dabrin
Paul Dabrin, né le 15 novembre 1983, est un joueur de rugby à XV français qui évolue au poste d'ailier (1,76 m pour 86 kg).

## Carrière
- Jusqu'en 2008 : US Dax
- 2008-2012: Tarbes Pyrénées rugby
- 2012-2013: Saint-Médard RC
- 2013-2014: US Tyrosse

## Palmarès
- Vainqueur des phases finales du championnat de France Pro D2 : 2007 avec l'US Dax.